# Ноглики (станция)

Схема Сахалинской железной дороги на лето 2020

Но́глики — железнодорожная станция Сахалинского региона Дальневосточной железной дороги, расположенная в одноимённом посёлке. После демонтажа в 2006 году изолированной железной дороги Оха — Москальво и узкоколейной железной дороги Ноглики — Оха является самой северной железнодорожной станцией на Сахалине, а также является самой восточной железнодорожной станцией в России.

## История
Станция открыта в 1979 году в составе пускового участка Тымовск — Ноглики.

## Описание
Станция состоит из четырёх путей колеи 1520 мм, все неэлектрифицированные. У 1 пути расположена посадочная платформа с вокзалом. От южной горловины станции отходят пути необщего пользования, рядом с которыми расположена небольшая ПМС. К северу от станции находится грузовой терминал и закрытый перегруз на узкую колею. 

## Деятельность
По параграфу станция способна осуществлять небольшие грузовые отправления и приём/отправку контейнеров массой до 5 тонн. По станции также осуществляется оборот фирменного поезда № 001/002 «Сахалин», курсирующего между Южно-Сахалинском и Ногликами. До 2011 года от станции отправлялся и грузо-пассажирский поезд № 951/952 до Тымовска, 25 ноября 2012 года заменён на пассажирский поезд № 603/604 Южно-Сахалинск — Ноглики.